# Irene Lopez
Irene Lopez, född 24 augusti 1980 i San Salvador, El Salvador, är en svensk regissör, animatör och manusförfattare.
Lopez kom till Sverige som politisk flykting och är uppvuxen större delen av sitt liv i Lund och Stockholm. Hon studerade teatervetenskap vid Stockholms universitet 2001-2002 och animation på konstfack i Eksjö 2003–2005.  Hon har en kandidatexamen i dokumentärfilmsregi och en master i fiktionsregi 2021–2023 från DI (SKH) Stockholms dramatiska högskola, UNIARTS.
Hennes forskning the told untold and the lost handlar om hur man kan översätta dokumentärfilm till fiktionsfilm.  
Hon har blivit uttagen till Twelve for the future två gånger, en med projektet "Löftet" , en personlig dokumentärfilm om hennes liv där hon beskriver svårigheterna att vara en familj efter ett krig. Denna film produceras av Mantaray film. Andra gången blev projektet The New Rabbi, en film om den judiska församlingen i Stockholm, om förändringar som delat församlingen och historien om den Liberala Rabbinen David Lazar uttaget. Båda projekten pågår.

## Priser
- 1:a pris i tungviktsklassen, Den största stjärnan 2006
- 2:a pris i tungviktsklassen, Det händer konstiga saker 2006
- 2:a pris i Kort & Godt tävling, SOS Barnbyar 2007
- 1:a pris i Xenoclipse filmfestival Barcelona 2008
- 1:a pris i Tempo dokumentärfilmfestivalens PITCH tävling 2009
- 1:a pris i tempo dokumentärfilmsfestivalen i newdoc för Pinoccio utan näsa 2012

## Utställningar
- "Konstfack invigning", Stockholm telefonplan 2004
- "Det händer konstiga saker", Eksjö museum, 2005
- "Eksjö Serier", Eksjö museum, 2005
- "Tribut till Pablo Neruda", Heterogenesis, Lilla taatern Lund, 2004
- "VARDAG", Västerbiblioteket, 2005
- "Att baka en man", Kocksgatan 17 Herrekipering, Stockholm 2008

## Filmografi
- 2023- Work in Progress, Löftet, Dokumentärfilm 120 min
- 2023 KILLING R , kortfilm, spelfilm, 15 min.
- 2021 Jag ville ha en familj", animerad dokumentär, 10 min.
- 2019 "Dom kallar mig Navy", dokumentär, 5 min.
- 2013 "Pinocchio utan näsa", regi, Dokumentär, 30 min.
- 2011 "Where I die", regi, dokumentär 9 min.
- 2008 "VIKA" - regi och animation, kortfilm, 8 min.
- 2008 "War Is Over"- regi, kortfil, 3 min.
- 2007 "Animerade minnen" regi, dokumentärfilm; 30 min
- 2005 "Det händer konstiga saker", streetartanimation
- 2005 "Den största stjärnan", animation 8 min.
- 2003 "Cornchild",Regi & Animation, Sandanimation 2 min.
- 2003 "Inspiration", experimentell animation 2 min.